# Seko
Seko (szw: Service– och Kommunikationsfacket, pol. Związek Pracowników Usług i Komunikacji) – szwedzki związek zawodowy.

## Charakterystyka
Organizacja powstała 14 maja 1970 roku jako Szwedzki Narodowy Związek Pracowników Państwowych (SF). Wynikało to z połączenia ośmiu związków: 
- Związek Pracowników Elektrowni Państwowych;
- Związek Pracowników Szwedzkiej Administracji Cywilnej;
- Związek Pracowników Cywilnych Szwedzkich Sił Zbrojnych;
- Szwedzki Związek Pocztowy;
- Szwedzki Związek Pracowników Więziennictwa;
- Związek Pracowników Kolei Szwedzkich;
- Szwedzki Związek Drogowców;
- Szwedzki Związek Pracowników Telekokomunikacji (Tele Union).

W chwili powstania związek liczył 145350 członków, a w 1986 roku 161794. 
W 1995 roku związek przekształcił się w Seko. W następnym roku dołączył Szwedzki Związek Żeglarzy.
Związek dzieli się na dziewięć oddziałów:
- Transport kolejowy;
- Publiczna administracja;
- Pocztowy;
- Drogi i koleje;
- Telekomunikacja;
- Leczenie korekcyjne;
- Energia;
- Obrona;
- Morski[3][4].

## Zobacz również
- NSZZ Solidarność